# Knock Off
Knock Off ist ein US-amerikanischer Actionfilm aus dem Jahr 1998 mit dem belgischen Schauspieler Jean-Claude Van Damme in der Hauptrolle des Marcus Ray.

## Handlung
Schauplatz des Filmes ist Hongkong. Der Amerikaner Marcus Ray fertigt gefälschte Jeanshosen einer bekannten Marke und liefert sie dann per Containerschiff in die USA. Die russische Mafia will Mikrochips, die sich als Bomben mit hoher Sprengkraft entpuppen, in die Jeans einnähen, um somit Bombenangriffe in Amerika auszulösen. Ray will das verhindern. Mit einigen Freunden nimmt er den Kampf auf. Auf einem Containerschiff kommt es zum Showdown zwischen Kämpfern der russischen Mafia und Marcus und seinen Freunden. Marcus siegt über die kriminelle Vereinigung und verhindert somit den Tod Tausender Menschen in den Vereinigten Staaten.

## Kritik
„Eine sinnentleerte Action-Produktion, in der ein versierter Martial-Arts-Regisseur sein Talent an einen zweitklassigen Darsteller verschleudert. Die haarsträubend unmotiviert eingesetzten filmischen Stilmittel zeugen vom mangelnden Vertrauen in die triviale Geschichte.“

„Actionspezialist Tsui Hark choreografiert meisterlich, doch der Story selbst sind sämtliche Nähte geplatzt.“